# محمد أحمد غنيم (أستاذ الأنثروبولوجيا)
أ.د/ محمد أحمد عبد الرازق غنيم بالإنجليزية (Mohammed Ahmed Ghoniem). أستاذ علم الاجتماع والأنثروبولوجيا بقسم الاجتماع كلية الآداب - جامعة المنصورة. شغل منصب العميد الأسبق لكلية الآداب جامعة المنصورة، وحصل على جائزة الدولة التقديرية في العلوم الاجتماعية (جمهورية مصر العربية) في العام 2018-2019.  كما تم تكريمه من وزير الثقافة عام 2024.
- حصل علي ليسانس الأنثروبولوجيا من قسم الأنثروبولوجيا بكلية الآداب جامعة الإسكندرية عام 1978.
- حصل علي ماجستير في الأنثروبولوجيا من جامعة الإسكندرية في موضوع " التحضر في المجتمع القطري مع التركيز على مدينة الدوحة: دراسة أنثروبولوجية"عام 1982.
- حصل على الدكتوراه في الأنثروبولوجيا من جامعة الإسكندرية في موضوع "الأنثروبولوجيا الحضرية بين دراسة المدن القديمة والمدن المستحدثة: دراسة مقارنة" عام 1985.[3]
- حصل على الدكتوراه في الفلسفة (فخرية) من جامعة الآداب والعلوم والتكنولوجيا (AUL)  في لبنان- بيروت24 أغسطس 2022.[4]

- مدرس مساعد في 1983-04-06
- مدرس في 1986-01-06
- استاذ مساعد لقب علمي في 1993-04-21
- أستاذ مساعد في 1993-07-01
- استاذ لقب علمي في 1999-05-31
- أستاذ في 1999-07-01
- أستاذ متفرغ في 2013-02-28[1]

- رئيس قسم الاجتماع من 1999 إلى 2000
- وكيل كلية الآداب - جامعة المنصورة لشئون خدمة المجتمع وتنمية البيئة من 1997 إلي 2000
- عميد المعهد العالي للخدمة الاجتماعية بالمنصورة لمدة 8 سنوات منذ 30/8/2001 حتي 31/8/2009.
- عميد كلية الآداب - جامعة المنصورة بدء من 9/9/2009 ولمدة 4 سنوات .انتهت في 31\7\ 2013
- رئيس قطاع الخدمة الاجتماعية بالمجلس الاعلى للجامعات ووزارة التعليم العالي بجمهورية مصر العربية من 2014 حتى 25/11/2018.[3]

- مدير المركز الحضاري لعلوم الانسان والتراث الشعبي منذ إنشائه وحتى الآن[1]
- عضو مجلس أمناء جامعة المنصورة الأهلية من 2023 حتى الآن.[5]
- نقيب الاجتماعيين بمحافظة الدقهلية من 2007 وحتي الآن.[3]
- عضو اللجان العلمية لفحص الإنتاج العلمي لشغل وظائف الأساتذة والأساتذة المساعدين (لجنة علم الاجتماع).[6]

- الحصول على درجة دكتوراه في الفلسفة ( فخرية ) من جامعة الآداب والعلوم والتكنولوجيا (AUL) في لبنان- بيروت24 أغسطس 2022 .
- الحصول على جائزة الدولة التقديرية في العلوم الاجتماعية ( جمهورية مصر العربية ) 2018.
- الحصول على جائزة جامعة المنصورة التشجيعية في مجال العلوم الاجتماعية والإنسانية في العام الجامعي 94-1995م.
- وسام وزارة الثقافة والتعليم العالي اللبنانية وحلقة الحوار الثقافي اللبناني بمناسبة (بيروت عاصمة ثقافية للعالم العربي) في المؤتمر الثاني للثقافة الشعبية العربية اللبنانية في 21-24/7/1999م.
- وسام وزارة الثقافة الأردنية في ملتقي عمان الثامن العقبة- التراث الشعبي الأردني في 9-11/11/1999.
- وسام المركز التربوي للبحوث والإنماء في الجمهورية اللبنانية في 2/4/2002.
- وسام جامعة المنصورة بمناسبة اليوبيل الفضي لكلية الآداب ابريل 2004.
- وسام حلقة الحوار الثقافي اللبناني بمناسبة المؤتمر السادس للثقافة الشعبية العربية بعنوان ( الثقافة الشعبية في عالم متغير ) في الفترة من 27:29 /9/2004 .
- درع وزارة الثقافة اللبنانية في 18 سبتمبر 2008.
- وسام لجنة جبران خليل جبران الوطنية اللبنانية سبتمبر 2008.[7]

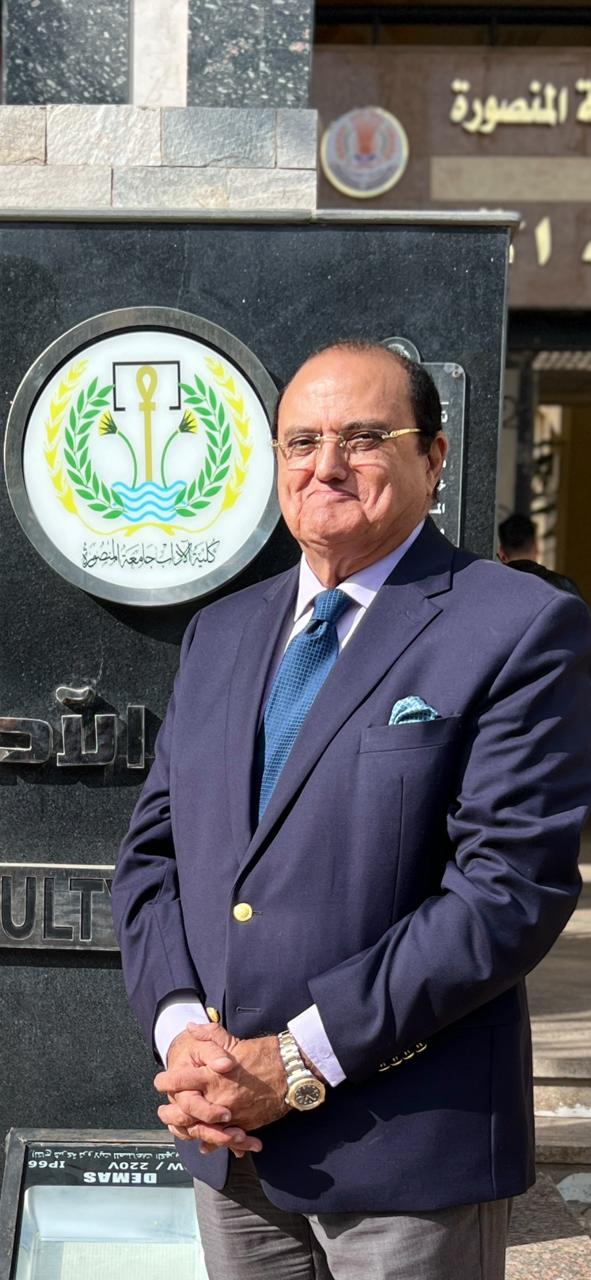
أ.د/ محمد غنيم

### كتب ومقالات مترجمة:
- المدن الجديدة والضواحي ( مترجم ) 1990م.[8]
- ماكس فيبر - 1995م .[9]
- الضبط الاجتماعي .[10]
- الواعظ المسلم في العالم المعاصر – رؤية تحليلية لكتاب ريتشارد أنطوان الواعظ المسلم في العالم المعاصر 1996م .[11]

### المؤلفات (كتب دراسات):
1. التحضر في المجتمع القطري - 1983م.[12]
2. الوشم دراسة أنثروبولوجية مقارنة في الفن البدائي - 1988 .[13]
3. المدينة دراسة في الأنثروبولوجيا الحضرية - 1987م .[14]
4. دراسات في الأنثروبولوجيا - 1994م.[15]
5. الأحياء الشعبية في مدينة المنصورة - دراسة انثروبولوجية - 1996م.[16]
6. السحر والعلاقات الزوجية في المجتمعات الريفية - دراسة انثروبولوجية في بعض قري محافظة الدقهلية - 1996-1997.[17]
7. جماعات الغناء والطرب بشارع صيام بمدينة المنصورة- دارسة انثروبولوجية - 2006.[18]
8. الحرف والصناعات الشعبية في محافظة الدقهلية - 1996م.[19]
9. العرب الرحل في مصر دراسة انثروبولوجية لبعض جماعات البدو في محافظتي الدقهلية ودمياط - 2001.[20]
10. العادات والتقاليد في دلتا مصر – دورة الحياة لدي الفرد منذ الميلاد حتى الزواج - 2005.[21]
11. سوق الخواجات بمدينة المنصورة  - دراسة في الانثروبولوجيا الاقتصادية - 2006.[22]
12. الطب الشعبي – الممارسات الشعبية في دلتا مصر – دراسة انثروبولوجية في قري محافظة الدقهلية - 2007.[23]
13. المعتقدات والأداء التلقائي في موالد الأولياء و القديسين في مدن و قري محافظة الدقهلية - 2007.[24]
14. الضبط الاجتماعي والقانون العرفي في شمال سيناء – دراسة في الانثروبولوجيا الاجتماعية - 2009 .[25]
15. حكايات الصيادين في عزبة البرج بدمياط – دراسة أنثروبولوجية - 2011 .[26]
16. الأغنية الشعبية والثقافة المصرية - 2013 .[27]
17. نحت الفاس - دراسة أثنوجرافية - 2020.[28]
18. التنظيم القبلي والعائلي وعلاقته بالتنمية الاجتماعية في سيناء - 2022 .[29]

بالإضافة إلي أنه أشرف علي العديد من رسائل الماجستير والدكتوراه في مصر والعديد من الدول العربية منها: العراق والأردن وسوريا ولبنان والكويت والإمارات العربية المتحدة وسلطنة عمان وليبيا والجزائر والمغرب والسودان.
وهي مؤتمرات تعقدها كلية الآداب والمركز الحضاري لعلوم الإنسان والتراث الشعبي الذي يديره د/محمد غنيم، والذي أشار في إطار المؤتمر إلى "أن المجتمعات العربية المعاصرة تمر بمرحلة دقيقة من التحولات تتغير بمقتضاها الموروثات الشعبية تغيرًا حاسمًا، ما يفرض علي الباحثين في الثقافة الشعبية التوجه إلى تناول هذا التغيير بالرصد والتحليل والتقييم" وهذه المؤتمرات هي:

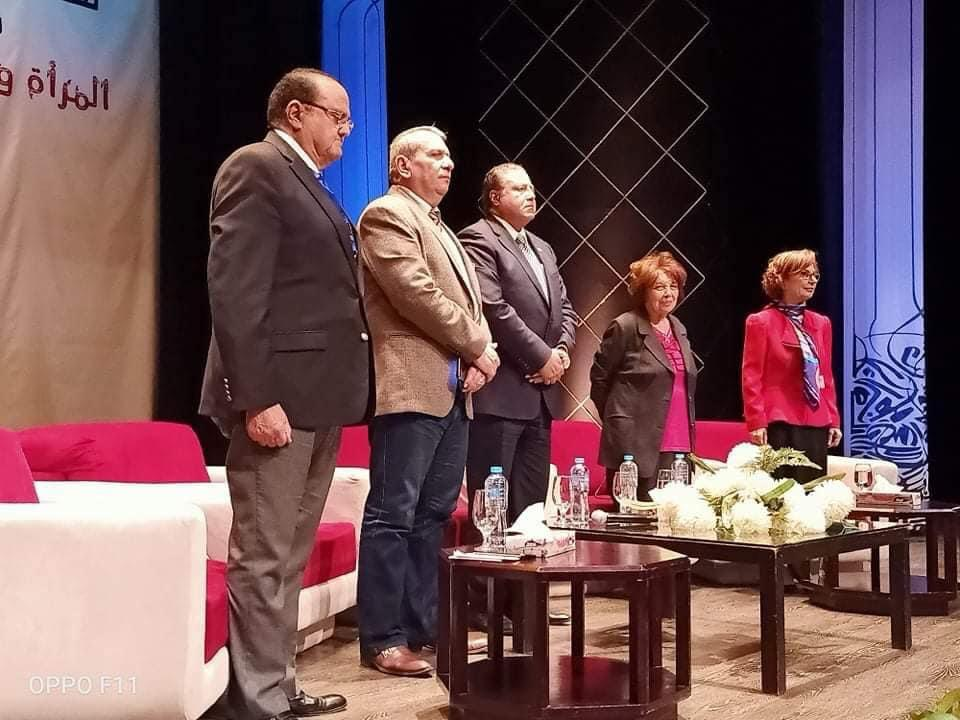
مؤتمر الثقافة الشعبية العربية

1.مؤتمر المنصورة الأول للمركز الحضاري لعلوم الإنسان والتراث الشعبي ( بين الأصالة والحداثة) في الفترة من 5 – 7 مايو1998 الذي عقد في كلية الآداب جامعة المنصورة.
2.مؤتمر الثقافة الشعبية والتنمية الذي عقده المركز الحضاري لعلوم الإنسان والتراث الشعبي في الفترة من 19-21 أكتوبر 1999 والذي عقد بكلية الآداب جامعة المنصورة.
3.مؤتمر الثقافة الشعبية العربية- الهوية والمستقبل الذي عقده المركز الحضاري لعلوم الإنسان بكلية الآداب جامعة المنصورة بالتعاون مع أكاديمية الدلتا للعلوم بالمنصورة وحلقة الحوار الثقافي ببيروت والذي عقد خلال الفترة من 2 إلى 4 ابريل 2002 بكلية الآداب جامعة المنصورة.
4.مؤتمر الثقافة الشعبية العربية : رؤى وتحولات - المنعقد في الفترة من11 :13 أكتوبر 2016  بكلية الآداب – جامعة المنصورة ، وهذا هو المؤتمر الرابع للمركز الحضاري لعلوم الإنسان والتراث الشعبي بجامعة المنصورة والثامن بالاشتراك مع حلقة الحوار الثقافي في لبنان والأول بالاشتراك مع المجلس الأعلى للثقافة ( لجنة الفنون الشعبية والتراث الثقافي غير المادي ) والثاني بالاشتراك مع جامعة الدلتا للعلوم بالمنصورة.
5.مؤتمر الثقافة الشعبية العربية : رؤى وتحولات - الدورة الثانية تحت عنوان : " المرأة والتراث الشعبي العربي " . وذلك خلال الفترة من 3: 5 مارس 2020 والذى ينظمه المجلس الأعلى للثقافة بالتعاون مع كلية الآداب – جامعة المنصورة.

## وصلات خارجية:
- محمد غنيم علي Google Scholar
- محمد غنيم علي بوابة أعضاء هيئة التدريس جامعة المنصورة
- لقاء محمد غنيم مع داليا العلايلي علي موقع يوتيوب
- لقاء مع محمد غنيم علي موقع يوتيوب
- حوار مع محمد غنيم في صحيفة الأهرام